# Латвийци
Латвийците са балтийски народ, наред с литовците.
Те са основната част от населението на Латвия. Общият брой на латвийците по света е около 1,5 милиона души, като 1,32 млн. живеят в Латвия. Големи емигрантски общности от латвийци има в САЩ (85 564 души), Русия (28 520 души), Бразилия (20 хил. души), Канада (20 хил. души), Австралия (18 958 души), Ирландия (13 999 души) и Обединеното кралство (9 хил. души).
Латвийците говорят латвийски език, който е много близък до литовския.
Латвийските граждани се радват на видимо подобрение на начина на живот и на повишаване на жизнения стандарт. Продължителността на живота обаче е все още една от най-ниските в Европейския съюз. Обнадеждаващ е обаче фактът, че в последните години тя се е удължила.
Латвийците са сравнително хомогенен народ и са запазили своята еднородност.